# Tatamalaza
Tatamalaza is een plaats en gemeente in Madagaskar, gelegen in de regio Amoron'i Mania in het district Fandriana. Een volkstelling schatte in 2001 het inwonersaantal op ongeveer 3.000. 

## Geschiedenis
Tot 1 oktober 2009 lag Tatamalaza in de provincie Fianarantsoa. Deze werd echter opgeheven en vervangen door de regio Alaotra-Mangoro. Tijdens deze wijziging werden alle autonome provincies opgeheven en vervangen door de in totaal 22 regio's van Madagaskar.

## Onderwijs
Naast het basisonderwijs biedt de stad zowel middelbaar als hoger onderwijs aan.

## Economie
Landbouw biedt werkgelegenheid aan 98% van de beroepsbevolking. Het belangrijkste gewas in Tatamalaza is rijst, terwijl andere belangrijke producten bonen, cassave, aardappelen en zoete aardappelen betreffen. In de dienstensector werkt 2% van de bevolking. 